# Silene plurifolia
Silene plurifolia är en nejlikväxtart som beskrevs av Boris Konstantinovich Schischkin. Silene plurifolia ingår i släktet glimmar, och familjen nejlikväxter. Inga underarter finns listade i Catalogue of Life.